# Stenoporpia dionaria
Stenoporpia dionaria är en fjärilsart som beskrevs av Barnes och Mcdunnough 1918. Stenoporpia dionaria ingår i släktet Stenoporpia och familjen mätare. Inga underarter finns listade i Catalogue of Life.